# Sakumon Daitai
Das Sakumon Daitai (jap. 作文大体, etwa Grundlagen des Dichtens, engl. „Basics of Composition“) ist eine japanische Poetik und ein Leitfaden zur Abfassung chinesischer Gedichte (Kanshi) aus der Heian-Zeit. Die Poetik umfasst eine Schriftrolle (maki) und wurde vermutlich 1108 geschrieben.  Das Werk wurde zweimal umfangreich ergänzt und revidiert, sodass die gesamte Entstehungsgeschichte bis in die Muromachi-Zeit reicht.  Die älteste überlieferte Fassung wurde im Kangan-in des Tō-ji aufbewahrt (heute in der Bibliothek der Tenri-Universität). Der tatsächliche Verfasser ist unbekannt, doch wurde das Werk im Laufe der Zeit häufig erweitert und ergänzt, weshalb es eine Vielzahl voneinander abweichender Varianten gibt. Bekannt ist, dass die umfangreichsten Ergänzungen von Fujiwara no Munetada (1062–1141) und Minamoto no Michichika stammen. Munetada wird daher auch bisweilen als Herausgeber bezeichnet.
Im Vorwort des Sakumon Daitai nimmt der Autor Bezug auf das heute verlorene Werk, den Kanbun-Leitfaden Wachū Setsuin (倭注切韻, etwa „Reimwörterbuch (Qieyun) mit japanischen Annotationen“), das 939 von Ōe no Asatsuna verfasst wurde. Dann werden zehn Punkte aufgeführt, die es beim Verfassen von Kanshi zu beachten gelte, gefolgt von den vier Abschnitten: „Grundlagen der Schreibkunst“ (筆大体), das „Wesentliche der Kanshi-Dichtung“ (詩本体), „Andere Formen der Dichtung“ (雑体詩) und  „Beispiele für Kanshi und andere Dichtung“ (詩雑例).
Ferner finden sich in der Ausgabe des Sakumon Daitai, die früher in der „Kaiserlichen Bibliothek Higashiyama“ (東山御文庫, Higashiyama Gobunko) im Kaiserpalast Kyōto, heute aber in der „Ishikawa Takeyoshi Gedenkbibliothek“ (石川武美記念図書館, Ishikawa Takeyoshi Kinen Toshokan) aufbewahrt wird, weitere Abschnitte wie die „vier Krankheiten (Fehler) der Dichtung“ (詩四病) oder „verschiedene Stollenformen“ (諸句体). Die zuerst genannten zehn Gliederungspunkte und vier Abschnitte sind vielen Textfassungen des Sakumon Daitai gemeinsam, doch unterscheiden sie sich im Schreibstil; Ergänzungen späterer Verfasser schließen neben Erläuterungen über das Dichten auch Abschnitte über Prosa mit ein. Eine solche in der Muromachi-Zeit erweiterte Textfassung wird im „Verbundarchiv der Präfektur Kyōto“ aufbewahrt.
Acht zu vermeidende Fehler beim Verfassen von Kanshi-Gedichten:
1. Die ersten beiden Schriftzeichen des ersten und letzten Verses sollten nicht einen hohen Ton besitzen.
2. Das jeweils letzte Schriftzeichen zweier aufeinanderfolgender Verszeilen sollte nicht den gleichen Ton besitzen.
3. Das zweite und vierte Schriftzeichen eines Verses sollten nicht beide einen hohen Ton besitzen.
4. Das zweite Schriftzeichen des ersten Verses und das vierte Schriftzeichen des letzten Verses sollten nicht beide einen hohen Ton besitzen.
5. Ein Vers sollte nicht mit drei Schriftzeichen enden, die alle den gleichen Ton besitzen.
6. Es sollen nicht zwei Schriftzeichen mit gleicher Bedeutung verwendet werden.
7. Es sollten keine gleichartigen Verszeilen verwendet werden.
8. Es sollen nicht zu viele und nicht zu wenige Schriftzeichen in einem Reim verwendet werden.